# Olaf Roggensack
Olaf Roggensack (Berlino, 29 maggio 1997) è un canottiere tedesco, vice-campione olimpico nell'otto a Tokyo 2020.

## Biografia
La sua squadra di club è il Ruder-Club Tegel 1886 e.V.
Si è laureato campione continentale nell'otto agli europei di Poznań 2020.
Ha rappresentato la Germania ai Giochi olimpici estivi di Tokyo 2020, dove ha vinto la medaglia d'argento nell'otto con i connazionali Johannes Weißenfeld, Laurits Follert, Torben Johannesen, Jakob Schneider, Malte Jakschik, Richard Schmidt, Hannes Ocik e Martin Sauer.

## Palmarès
- Giochi olimpici estivi

Tokyo 2020: oro nell'otto;
- Europei

Poznań 2020: oro nell'otto;